# Hertzogprys
Der Hertzogprys, deutsch „Hertzog-Preis“, ist ein bedeutender Literaturpreis in Südafrika, Er wird seit 1916 vergeben und ist nach dem früheren Premierminister Barry Hertzog (1866–1942) benannt. Der Hertzogprys gilt als bedeutendste Auszeichnung für afrikaanssprachige Werke.

## Beschreibung
Der Preis wird in den drei Sparten „Dichtung“ (Poësie), „Drama“ (Drama) und „Prosa“ (Prosa) vergeben. Dabei wird – mit Ausnahmen – seit 1968 jedes Jahr eine andere Sparte berücksichtigt, so dass es im Wesentlichen einen Drei-Jahres-Rhythmus gibt. Ausgezeichnet werden ein oder mehrere Werke eines Schriftstellers, ein Teil seines Werkes oder das Gesamtwerk. Anfangs war die Preisverleihung Bestandteil der Tweede Taalbeweging („Zweite Sprachenbewegung“) zur Stärkung des Afrikaans, das damals noch nicht Amtssprache war. 1943 bis 1944 zeichnete man auch Werke der Sparte „Wissenschaftliche Prosa“ aus.
Der Preis wird von der Suid-Afrikaanse Akademie vir Wetenskap en Kuns („Südafrikanische Akademie für Wissenschaft und Kunst“) verliehen, die zuvor Zuid-Afrikaanse Akademie voor Taal, Letteren en Kunst („Südafrikanische Akademie für Sprache, Literatur und Kunst“) hieß und kurz als Die Akademie bezeichnet wird. Der Preis ist mit einer Geldzahlung und dem Erhalt einer Goldmünze mit dem Porträt Hertzogs verbunden.

## Geschichte
Seinen Ursprung hat der Preis im Jahr 1907, als der damalige Bildungsminister des Oranje-Freistaates, Hertzog, Pläne zu einer Auszeichnung afrikaanssprachiger Literatur veröffentlichte.
1984 verweigerte Breyten Breytenbach aus Protest gegen die Apartheid und seine langjährige Haftstrafe wegen „Terrorismus“ die Annahme des Preises. 1999 und 2008 erhielt er erneut den Preis. 2012 wurde Adam Small als erster Nicht-Weißer mit dem Preis ausgezeichnet.
Die meisten Ehrungen erhielt N. P. van Wyk Louw, der fünf Mal ausgezeichnet wurde. D. J. Opperman wurde viermal geehrt, D. F. Malherbe, Breytenbach und Karel Schoeman gewannen den Preis je drei Mal.

## Liste der preisgekrönten Autoren und Werke

### Dichtung
- 1916: Totius (Trekkerswee)
- 1926: A. G. Visser (Gedigte)
- 1928: A. G. Visser (Rose van herinnering); C. M. van den Heever (Die nuwe boord)
- 1934: Totius (Passieblomme); C. Louis Leipoldt (Skoonheidstroos); W. E. G. Louw (Die ryke dwaas)
- 1937: I. D. du Plessis (Vreemde liefde und Ballades); N. P. van Wyk Louw (Alleenspraak)
- 1940: N. P. van Wyk Louw (Die halwe kring)
- 1943: Elisabeth Eybers (Die stil avontuur und Belydenis in die skemering)
- 1947: D. J. Opperman (Heilige beeste)
- 1951: Toon van den Heever (Gedigte 1919, neu bearbeitet als Eugène en ander gedigte 1931)
- 1962: Ernst van Heerden (Die klop)
- 1965: N. P. van Wyk Louw (Tristia)
- 1968: Boerneef (für alle seine Gedichtbände) (postum)
- 1971: Elisabeth Eybers (Onderdak)
- 1974: Uys Krige (für eine Auswahl seiner Gedichte)
- 1977: Wilma Stockenström (Van vergetelheid en van glans)
- 1980: D. J. Opperman (Komas uit ’n bamboesstok)
- 1983: Sheila Cussons (für alle ihre Gedichtbände)
- 1984: Breyten Breytenbach (('Yk')) (nicht angenommen)
- 1987: T. T. Cloete (Idiolek und Allotroop, seine Werke Jukstaposisie und Angelliera wurden „ehrenvoll erwähnt“)
- 1990: Antjie Krog (Lady Anne)
- 1993: T. T. Cloete (Met die aarde praat)
- 1996: Ina Rousseau (’n Onbekende jaartal)
- 1999: Breyten Breytenbach (Oorblyfsels: ’n Roudig und Papierblom)
- 2002: Henning Pieterse (Die burg van hertog Bloubaard)
- 2005: Petra Müller (Die aandag van jou oë)
- 2008: Breyten Breytenbach (Die Windvanger)
- 2011: Johann de Lange (Die algebra van nood)
- 2014: Marlene van Niekerk (Kaar)
- 2017: Antjie Krog (Mede-wete)
- 2020: Johan Myburg (Uittogboek)

### Drama
- 1926: J. F. W. Grosskopf (As die tuig skawe und Drie eenbedrywe)
- 1935: H. A. Fagan (Die ouderling en ander toneelstukke)
- 1944: C. Louis Leipoldt (Die heks und Die laaste aand)
- 1952: Gerhard Beukes (Langs die steiltes, Salome dans, As ons twee eers getroud is und acht Theaterstücke); W. A. de Klerk (Die jaar van die vuur-os, Drie vroue, Drie dramas und Vlamme oor La Roche)
- 1956: D. J. Opperman (Periandros van Korinthe)
- 1960: N. P. van Wyk Louw (Germanicus)
- 1969: D. J. Opperman (Voëlvry)
- 1972: P. G. du Plessis (Siener in die suburbs und Die nag van Legio)
- 1978: Bartho Smit (Putsonderwater, Moeder Hanna, Christine und Die verminktes)
- 1981: Henriette Grové (Ontmoeting by Dwaaldrif und ihr übriges dramatisches Werk)
- 1985: Uys Krige (für sein Gesamtwerk)
- 1991: Chris Barnard (für sein Gesamtwerk)
- 1994: Reza de Wet (Vrystaat-trilogie und Trits: Mis, Mirakel, Drif)
- 1997: Reza de Wet (Drie susters twee)
- 2000: André P. Brink (Die Jogger)
- 2003: Pieter Fourie (für sein gesamtes dramatisches Werk)
- 2006: Deon Opperman (für sein dramatisches Werk bis 2005)
- 2009: Deon Opperman (Kaburu)
- 2012: Adam Small (für sein dramatisches Werk bis 1983)
- 2015: Tertius Kapp (Rooiland und Oorsee)
- 2018: Pieter-Dirk Uys (für sein Gesamtwerk)

### Prosa
- 1917: Jochem van Bruggen (Teleurgestel)
- 1920: Leon Maré (Ou Malkop)
- 1925: Jochem van Bruggen (Ampie: die natuurkind)
- 1926: D. F. Malherbe (Die meulenaar)
- 1927: Jochem van Bruggen (Ampie: die meisiekind); C. J. Langenhoven (Skaduwees van Nasaret); Sangiro (Diamantkoors und Twee fortuinsoekers)
- 1930: D. F. Malherbe (Hans-die-Skipper); G. C. und S. B. Hobson (Kees van die Kalahari)
- 1933: Jochem van Bruggen (Die sprinkaanbeampte van Sluis)
- 1936: Mikro (Toiings en Pelgrims)
- 1939: D. F. Malherbe (Saul die worstelheld und Die profeet)
- 1942: C. M. van den Heever (Laat vrugte)
- 1945: Sangiro (für sein Prosawerk)
- 1953: M.E.R. (für ihr Prosawerk)
- 1957: Elise Muller (Die vrou op die skuit)
- 1958: N. P. van Wyk Louw (für kritische Prosa und einen Essay: Die mens agter die boek, Maskers van die erns, Lojale verset und Berigte te velde)
- 1961: F. A. Venter (Swart pelgrim und Geknelde land)
- 1964: Etienne Leroux (Sewe dae by die Silbersteins)
- 1970: Karel Schoeman (By fakkellig, ’n Lug vol helder wolke und Spiraal)
- 1973: Chris Barnard (Mahala und Duiwel-in-die-bos).
- 1976: Anna M. Louw (Kroniek van Perdepoort)
- 1979: Etienne Leroux (Magersfontein, o Magersfontein!)
- 1982: Hennie Aucamp (für sein Prosawerk)
- 1984: Henriette Grové (Die kêrel van die Pêrel)
- 1986: Karel Schoeman (’n Ander land)
- 1989: Etienne van Heerden (Toorberg)
- 1992: Wilma Stockenström (Abjater wat so lag)
- 1995: Karel Schoeman (Hierdie lewe)
- 1998: Elsa Joubert (Die reise van Isobelle)
- 2001: André P. Brink (Donkermaan)
- 2004: Ingrid Winterbach (Niggie)
- 2007: Marlene van Niekerk (Agaat)
- 2010: Etienne van Heerden (30 Nagte in Amsterdam)
- 2013: Ingrid Winterbach (Die aanspraak van lewende wesens)
- 2016: Willem Anker (Buys)

### Wissenschaftliche Prosa
- 1943: J. du P. Scholtz (Die Afrikaner en sy taal)
- 1944: Coenraad Beyers (Die Kaapse Patriotte)

## Weitere südafrikanische Literaturpreise (Auswahl)
- Für afrikaanssprachige Werke wurde 1961 bis 1996 der CNA Literary Award (neben englischsprachigen Werken) und wird seit 1954 der Hofmeyrprys vergeben.